# خرمن‌دالی (ماساللی)
خرمن‌دالی (به ترکی آذربایجانی: Xırmandalı) یک منطقه مسکونی در جمهوری آذربایجان است که در شهرستان ماسال‌لی واقع شده است. خرمن‌دالی ۴۱۵۰ نفر جمعیت دارد.